# Deuce (zpěvák)
Deuce, rodným jménem Aron Erlichman (* 2. března 1983 Los Angeles) je americký hudební producent, zpěvák, skladatel a rapper. Je jedním ze zakládajících členů rap rockové skupiny Hollywood Undead, z které odešel v roce 2010.
Své debutové studiové album Nine Lives vydal 24. dubna 2012, kterého se za první týden prodalo 11 425 kopií. V roce 2017 vydal zatím své poslední studiové album, které nese název Invincible.

## Diskografie

### Sólo
- The Aron EP (2005)
- The Two Thousand Eight EP (2008)
- The Call Me Big Deuce EP (2011)
- Nine Lives (2012)
- Deuce Remixxxed EP (2012)
- Invincible (2015 neoficiálně, 2017 oficiálně)
- Nightmare EP (2018)
- Nine Lives Forever (2022) - Aron toto album nevydal oficiálně, nahrál to nějaký jeho fanoušek.

### Hollywood Undead
- Swan Songs (2008)
- Desperate Measures (2009)

## Právní problémy a kontroverze
Deuce podal žalobu na vydavatelství A&M/Octone s tvrzením, že došlo k porušení smlouvy. V žalobě stálo, že vydavatelství odmítlo vydat jeho sólovou hudbu, protože obsahovala vulgárnosti a odkazy na gang v textech, které způsobily, že hudba nebyla dostatečně komerční. Dále obsahovala tvrzení o tom, že Deuce byl svými spolučleny vyhozen z kapely. Taktéž tvrdil, že se bál o svou bezpečnost poté, co se na jeho osobu začaly stupňovat antisemitské nadávky a že na něj jeden z bývalých členů kapely namířil zbraň. Soudní spor byl urovnán mimosoudně s takovým výsledkem, že Deuce může vydávat hudbu pod novým labelem, stejně jako ponechat si své umělecké jméno a návrhy masek. Deuce okomentoval, jak ho celá právní záležitost ovlivnila, když psal své debutové album: „Prostě mě to udělalo tvrdším a silnějším. Psát, nahrávat a tvořit celé album během doby, kdy je vaše hudba stažena, by mohlo být pro mnoho lidí těžké a spousta z nich by mohlo ztratit zápal nebo naději. Ale já mám své zkušenosti, protože jsem toho se svou starou kapelou napsal tolik, že mě celá záležitost příliš neovlivnila.“

## Fanouškovská základna a Nine Lives
Nine Lives byla rapová skupina založená rappery Servem a Truthem. Později ji převzal Deuce, která se zároveň stala jeho značkou. Truth byl generální ředitel Nine Lives a řídil společnost z kanceláře Vine, která se nacházela mezi Hollywoodem a Franklinem. Truth popsal Nine Lives stejně jako Deuce, avšak dodal, že „Nine Lives“ byla rovněž módní kolekce a značka spolupracující s American Apparel. Deuce spolupracoval s módní kolekcí „Plrklr.“